# Pseudopostega longifurcata
Pseudopostega longifurcata là một loài bướm đêm thuộc họ Opostegidae. Nó được miêu tả bởi Donald R. Davis và Jonas R. Stonis, 2007. Nó được tìm thấy ở Jamaica và Ecuador.
Chiều dài cánh trước là 2.5–4 mm. Con trưởng thành bay vào tháng 1 (in Ecuador) và tháng 4 (in Jamaica)